# Ми-6
 Ми-6 (НАТО класификација ) је совјетски/руски тешки транспортни хеликоптер који се производио од 1960. до 1981. па се у великом броју сличајева користио и у цивилне и војне сврхе. Био је и први хеликоптер с турбоосовинским мотором који се производио у Совјетском Савезу..

## Дизајн и развој
Мил је почео с развојем првог тешког транспортног ваздухоплова 1954. када су добили наредбу да израде хеликоптер који би могао да понесе терет тежи од 11 тона на удаљеност од 240 км. Велики хеликоптер је био намењен и комерцијалној и војној служби. Совјетски цивилни авио пријевозник, Аерофлот, је хтео да га користити за транспорт у деловима Сибира, а војска за транспорт ракетних лансера и другог наоружања. Нови хеликоптер је ускоро добио ознаку Ми-6 као и НАТО ознаку"'Hook'". Током развоја, направљено је пет прототипова, а први је полетео 1957. с тест пилотом Рафаилом Капрелианом. Mi-6 je najverovatnije u proizvodnju ušao 1960. te je do kraja proizvodnje 1981. napravljeno oko 925 ovih helikoptera.

### Дизајн
Ми-6 су покретала два турбоосовинска Соловиев Д-25В мотора снаге 4.100 кW по сваком. Имао је петеокраки главни ротор, као и четверокраки репни ротор који је био направљен од пластике која је обавијала металне дијелове. Ротоски сyстем је првотно био опремљен са електро-термалним системом за одлеђивање, али на самом почеку производње то је замењено алкохолним течностима. 
Имао је посаду од пет људи, пилота, копилота, навигатора, радио оператера и инжењера лета. Могао је да превезе 70 војника на седиштима уз здове хеликоптера и још 20 војника на средини, на седиштима која су се могла накнадно монтирати. На боковима је имао крила распона 15,3 m који су коришћена за стварање потиска при лету према напријед. Могла су И да се скидју што се често и чинило, посебно када је хеликоптер био корићтен као ваздушна дизалица јер због малих брзина и нису имала никакву функцију. Ми-6 је могао да понесе и четири додатна спремника за гориво. Два су била смештена унутар трупа, а два изнад стајног трапа. Стандардна електроника му је омогућавала лет дању и ноћу као и у свим временским условима. Војне верзије су имале и систем препознавања (ИФФ транспондер)као и систем упозоравања у случају радарске озрачености. Могао је да носи и ДШхК 12,7 mm митраљез у носу који је коришћен искључиво за самоодбрану. Посотјали су планови да се Ми-6 хеликоптери претворе у тешко наоружане хеликоптере за подршку, али од тога се одустало јер би због своје величине били лаке мете.

## Историја употребе
Ми-6 је коришћен у рату у Вијетнаму, те су помоћу њега сјеверновијетнамске снаге пребацивале своје авионе како би избегли њихово уништење. Од свог првог полетања, као и након тога, био је највећи хеликоптер на свету. Производио се у великом броју различитих верyија. За потребе цивилне авијације развијен је произвођен Ми-6П са четвртастим прозорима; направљена је и верзија и за противпожарна дејства. Војне верзије су укључивале Ми-6ВКП који је коришћен за комуникацију. Развијене су и побољшане верзије: Ми-22 (Hook-C) и Ми-6АЈAШ(Hook-D). Ми-6 се користио за десанте и превоз трупа, допремање додатног горива у забаченим подручјима, противпожарну дејства као И за проналажење и доношење свемирских капсула након слетања. Велик број Ми-6 је био коришћен у Русији и на почетку 21. века, али се у јулу 2002. један се срушио при чему је погинула 21 особа. Исте године руско министарство транспорта је обајвило да Ми-6 престаје да користити у већем интензитету као што је то био случај раније као пре.

## Техничке карактеристике

### Основне карактеристике
- посада: 6
- капацитет :
90 путника

70 опремљених војника
41 рањеник + два припадника медицинског особља
12.000 kg тертета.
- дужина: 33,18 m
- пречник ротора: 35 m
- висина: 9,86 m
- маса ваздухоплова: 27.240 kg
- максимална маса узлетања: 42.500 kg

### Летне карактеристике
- највећа брзина: 300 km/h
- економска брзина: 250 km/h
- долет: 1.450 km

o	борбени долет: 620 km
- однос потисак/тежина: 0,21 kW/kg
- мотор: 2× Соловиев Д-25В турбо-осовинска мотора

## Верзије
- В-6- Прва серија прототипова.
- Ми-6 (НАТО- Hook-A) - Тешки транспортни хеликоптер, основна верзија.
- Mi-6A - Цивилни транспортни хеликоптер с простором за 65 до 90 путника.
- Ми-6Т (НАТО- Hook-A) - Војно транспортна верзија са седиштима на боковима и у средини за војнике.
- Ми-6ВКП (НАТО- Hook-B) - Верзија за радио електронску борбу.
- Mi-6BUS (НАТО - Hook-C) Верзија развијена 1975. а коришћена је као летеће командно место.
- Mi-6AJAŠ (NATO - Hook-D) - Летеће командно место с СЛАР-ом.
- Ми-6Л - Летећа лабораторија за тестирање Д-25ВФ мотора и за погон Ми-12.
- Ми-6М - Верзија за против-подморничку борбу, наоружана са четири торпеда.
- Ми-6П - Транспортна верзија с местом за око 80 путника.
- Ми-6ПП - Верзија за радио-електронско извиђање и ометање развијена 80-тих.
- Ми-6ПР - Верзија за радио -електронско ратовање.
- Ми-6ПС - Везија развијена 1966. за потрагу и враћање свемирских капсула.
- Ми-6ПЗх и Ми-6ПЗх2 - Модел за противпожарну борбу без крила.
- Ми-6Р - Специјализована верзија за радио комуникацију развијена 1974.
- Ми-6С - Модел за медицинско збрињавање И евакуацију.
- Ми-6ТП - Промењлива верзија за превоз путника или терета.
- Ми-6ТЗ - Верзија за транспорт горива.
- Ми-6ВР "Водолеј" - Експериментални Ми-6 развијен 1976. за тестирање хеликоптерских система одлеђивања и роторског система.

### Војни корисници
- Алжир
- Белорусија
- Кина
- Египат
- Етиопија
- Индонезија
- Ирак
- Казахстан
- Лаос

- Перу
- Пољска
- Русија
- Украјина
- СССР